# Aaron Neville
Aaron Neville, född 24 januari 1941 i New Orleans, Louisiana, är en amerikansk soul- och R&B-sångare och musiker. Han debuterade 1966 med hitsingeln "Tell It Like It Is" som toppade Billboards R&B-lista under fem veckor 1967, och såldes i över en miljon exemplar. Neville har sammanlagt släppt 20 singlar, men nådde inte listorna igen förrän 1989, då i ett samarbete med Linda Ronstadt. Tillsammans gjorde de duetterna "Don't Know Much", "All My Life" och "When Something Is Wrong with My Baby", varav de två förstnämnda nådde förstaplatsen på Adult Contemporary-listan. Aaron Neville har dels en karriär som soloartist, men även som medlem av The Neville Brothers tillsammans med sina tre bröder. 
I början av Nevilles solokarriär blev han producerad av R&B-producenten Allen Toussaint.

## Diskografi
- 1965: Tell It Like It Is (Par-Lo Records)
- 1986: Orchid in the Storm (Rhino)
- 1991: Warm Your Heart (A&M)
- 1993: The Grand Tour (A&M)
- 1993: Aaron Neville's Soulful Christmas (A&M)
- 1995: The Tattooed Heart (A&M)
- 1997: To Make Me Who I Am (A&M)
- 2000: Devotion (Chordant)
- 2002: Humdinger (EMI)
- 2003: Believe (Telit)
- 2003: Nature Boy: The Standards Album (Verve)
- 2005: Gospel Roots (Chordant)
- 2005: Christmas Prayer (EMI Gospel)
- 2006: Mojo Soul (Music Avenue)
- 2006: Bring It On Home... The Soul Classics (Burgundy)
- 2010: I Know I've Been Changed (EMI Gospel)
- 2010: Live at the 2010 New Orleans Jazz & Heritage Festival (MunckMix)